# Société de l'Acadie du Nouveau-Brunswick
La Société de l'Acadie du Nouveau-Brunswick (SANB) est une association qui milite et agit pour la défense des droits des francophones, Acadiens et Acadiennes du Nouveau-Brunswick.

## Historique
La Société de l'Acadie du Nouveau-Brunswick (SANB) est fondée en 1973. Elle était alors appelé Société des Acadiens du Nouveau-Brunswick (SANB) puis, en 1988, adopte le nom de la Société des Acadiens et des Acadiennes du Nouveau-Brunswick avant de devenir, en 2008, la Société de l'Acadie du Nouveau-Brunswick.
La SANB est membre de la Société nationale de l'Acadie (SNA), fédération qui regroupe les quatre grandes associations provinciales acadiennes des Maritimes, soit la Fédération des francophones de Terre-Neuve et du Labrador (FFTNL), la Société acadienne et francophone de l'Île (SAF’Île, formellement connue comme la Société Saint-Thomas d’Aquin de l'Île-du-Prince-Édouard) et la Fédération Acadienne de la Nouvelle-Écosse.

## Mission et objectifs
Elle vise la défense et la promotion des droits de la communauté acadienne et francophone du Nouveau-Brunswick, qui représente 33 % de la population. Son mandat consiste à revendiquer les droits des francophones et des Acadiens et des Acadiennes du Nouveau-Brunswick, à promouvoir la francophonie ainsi que son épanouissement aux niveaux provincial et fédéral. 
Sa priorité actuelle est l'aménagement linguistique et culturel, notamment au niveau éducatif.

## Structure

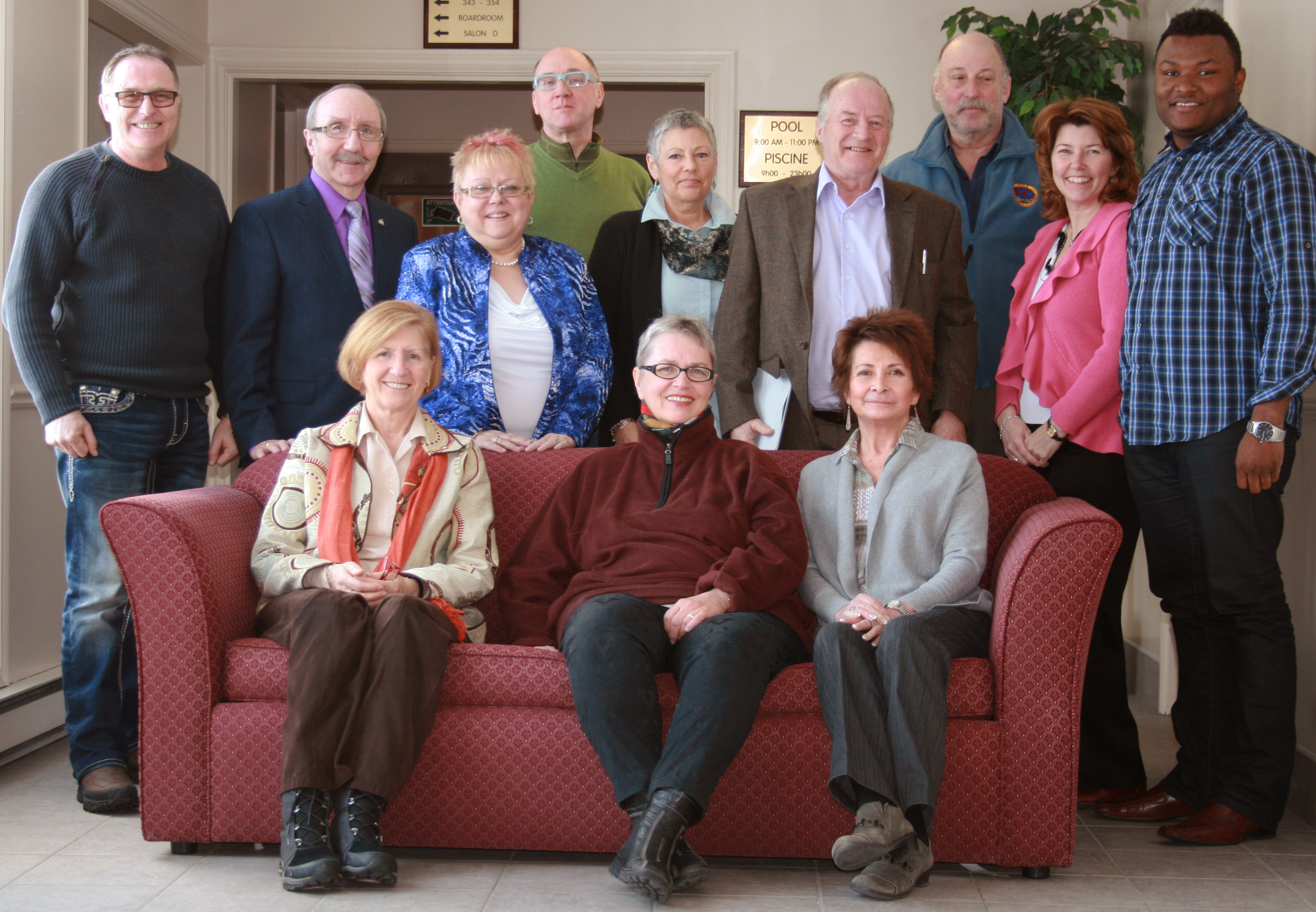
Conseil d'administration de la SANB (2015).

La SANB est composée d'un conseil d'administration de neuf personnes, qui est l'organe de décision de l'organisme. La présidence est élue à suffrage universel des membres.   

## Réalisations
La SANB a joué un rôle dans l'adoption, en 1981 par la province, de la Loi 88 reconnaissant l'égalité des deux communautés linguistiques. Par la suite, elle a demandé que le gouvernement du Nouveau-Brunswick demande à Ottawa d'enchâsser cette loi dans la Constitution canadienne, ce qui s’est réalisé en 1993.
Aujourd'hui, la SANB joue un rôle de facilitateur de concertation entre les organismes francophones de la province afin de valoriser la solidarité acadienne à travers la province. Elle joue également un rôle à plusieurs niveaux, comme la recherche de l'inclusion, l'augmentation de l'immigration francophone ou le soutien à l'AFMNB à la pleine municipalisation du territoire.